# عبد العزيز الخثران
عبد العزيز الخثران، لاعب كرة قدم سعودي من مواليد 31 يوليو 1973.
- الفرق التي لعب بها

فريق الهلال السعودي
فريق الشباب السعودي
فريق الوحدة السعودي
- مسيرته الكروية

بدأ مسيرته الكرويه مع نادي الشباب السعودي.
في عام 2002 انتقل لنادي الهلال السعودي في صفقة مفاجئة للوسط الرياضي قدرت بمليون ريال وقد حقق معه العديد من البطولات والألقاب.
في عام 2009 انتقل لـنادي الوحدة السعودي بعد ما طلب عبد العزيز من الإدارة الهلالية توقيع مخالصة مادية معه
يلعب كظهير أيسر وأيمن وجناح أيسر وارتكاز ومحور.
- قال عنه كومين

أكثر لاعب شاهدته في حياتي الرياضية يطبق الاحتراف بحق، فهو يتدرب بجد ويرتاح بشكل كاف ويقاتل في الملعب كثيرا، وقد فضلته على غيره اللاعبين بعد أن أخبرني بانه سيجتهد حتى الموت داخل الملعب.

## نقاط
يبلغ من العمر 37
من أكثر الاعبين الذين مروا على الكرة السعودية خلقاً وانظباطاً والجميع يشهد بحسن سلوكه ونجوميتة الدائمة ومحبة الآخرين والجمهور الهلالي به.
صاحب قدم قوية وسجل أهداف حاسمة في كثير من المباريات وهو دائماً مايتألق في المباريات الكبيرة.
- مع المنتخب

شارك في كأس العالم مرتين عام 2002 و2006.

## روابط خارجية
- عبد العزيز الخثران على موقع الاتحاد الدولي (مؤرشف)  (الإنجليزية)
- عبد العزيز الخثران على موقع قاعدة بيانات كرة القدم.إي يو (الإنجليزية)
- عبد العزيز الخثران على موقع ناشيونال فوتبول تيمز (الإنجليزية)
- عبد العزيز الخثران على موقع Soccerway.com (الإنجليزية)